# 木村了
木村了（日语：／ Kimura Ryō，1988年9月23日—）是日本男演員，出生於東京都三鷹市，所屬經紀公司為「Horipro」，身高172cm。

## 人物簡介
- 2002年，因為參加JUNON雜誌舉辦的第15屆JUNON SUPER BOY大賽，並獲得審查員特別獎，而進入演藝圈。
- 上有兩個哥哥，為家族中最小的小孩。
- 喜歡的運動是籃球，從小學二年級開始打籃球。此外，有著空手道黑帶二段的實力。
- 喜歡的動物是貓，家裡有養一隻叫「Momoko」的貓。
- 有近視。私底下戴著眼鏡。
- 在參與交響情人夢拍攝前三天，才被通知出演高橋紀之這個角色，三日內非常勤奮的練習小提琴。
- 於2013年7月與日本女星奧菜惠共演舞台劇「象」認識，繼而開始交往發展[1]，並於2016年3月13日宣佈結婚[2]。

## 出演作品

### 電視劇
- 水男孩2（2004年7月6日 - 9月21日、富士電視台）- 飾 佐野秀樹
- Division 1 舞台8「放課後」（2004年11月24日 - 12月22日、富士電視台） - 飾 梶宏
- 回歸比賽～敗者復活戦（2004年12月5日、富士電視台・東海電視台） - 飾 河野進
- 聖誕節最討厭了（2004年12月13日至16日、日本電視台）- 飾 大倉雅也
- 他們的海・VII -Wish On The Polestar-（2005年2月、熊本電視台）- 飾 柏木賢
- 不良少年回母校特別篇（或譯熱血校園）（2005年3月27日、TBS電視台）- 飾 和泉衛
- Check It Out, Yo!!in TOKYO（2006年4月12日 - 6月15日、富士電視台） - 飾 九條三平
- 甜心啦啦隊第1話（2006年7月11日、富士電視台）- 飾 神宮寺 達郎
- 交響情人夢第10、11話（2006年12月18日 - 12月25日、富士電視台）- 飾 高橋紀之
- 折翼的天使 第3夜（2007年2月28日、富士電視台） - 飾 大輔
- 特急田中三號（2007年4月13日 - 6月22日、TBS電視台） - 飾 田中次郎
- 花樣少年少女（2007年7月3日 - 9月18日、富士電視台）- 飾 承央千里
- 風林火山 第33話 - 最終話（2007年8月19日 - 12月16日、NHK） - 飾 武田義信
- 交響情人夢 巴黎篇（2008年1月4日 - 5日、富士電視台）- 飾 高橋紀之
- 今天澀谷6點 （2008年1月5日、富士電視台） - 飾 澤田櫂
- 謎(電視劇)（2008年4月18日 - 6月20日、朝日電視台）- 飾 神崎 明
- 貓街（2008年8月28日 - 10月2日、NHK）- 飾 鈴木剛太
- 花樣少年少女特別篇（2008年10月12日、富士電視台）- 飾 承央千里
- 紅綫（2008年12月6日 - 2009年2月28日、富士電視台）- 飾 高橋陸
- 粉紅系男孩～夏（2009年8月1日 - 9月26日、富士電視台）- 飾 多武峰一
- 粉紅系男孩～秋（2009年10月13日 - 11月13日、富士電視台）- 飾 多武峰一
- 逃亡律師 第3話（2010年7月20日、關西電視台） - 飾 山本明
- Perfect Report （2010年10月17日 - 12月15日、富士電視台） - 飾 澤村光輝
- 來自櫻花的信 ～AKB48 各自的畢業故事～ 第7、12、17話（2011年2月26日 - 3月6日、日本電視台） - 飾 吉田弘毅
- 失戀保險 第3話（2011年4月21日、讀賣電視台） - 飾 長塚馨
- 絕對零度～未解決事件特命搜查～（2010年4月13日 - 6月22日、富士電視台）-　飾 竹林匠
- BOSS 第二季 第6話（2011年5月26日、富士電視台）- 飾 河村誠
- 絕對零度～未解決事件特命捜査～Special（2011年7月8日、富士電視台）-　飾 竹林匠
- 絕對零度～特殊犯罪潛入搜查～（2011年7月12日 - 2011年9月20日、富士電視台）-　飾 竹林匠
- 新春特別番組 再也不誘拐了（2012年1月3日、富士電視台）- 飾 平戶修平
- 鈴子之戀（2012年1月5日 - 2012年3月30日、東海電視台・富士電視台） - 飾 真藏
- 家族八景 Nanase,Telepathy Girl's Ballad 第1話（2012年1月24日、毎日放送） - 飾 尾形潤一
- 工作大未來—從13歲開始迎向世界 第5話（2012年2月10日、朝日電視台） - 飾 麻生康介
- RUN60 第7話 - 第9話（2012年5月30日 - 6月13日、毎日放送） - 飾 桑田和仁
- 金曜Prestige・山村美紗懸疑劇場紅色殯葬車30（2012年9月28日 - 10月5日、富士電視台）- 飾 盛田和夫
- 彩色日村 第5話（2012年11月12日、TBS電視台） - 飾 北村
- ×××HOLiC 第2話（2013年3月3日、WOWOW）- 飾 津田正仁
- 被搞錯的男人（2013年4月13日 - 6月22日、富士電視台） - 飾 待場順平
- 殺人女王蜂 最終話（2013年12月20日、東京電視台） - 飾 拾葛的男人
- 假面騎士Ghost 第40話（2016年7月17日、朝日電視台） - 飾 亞爾戈斯
- 溫泉殺人事件系列② 伊豆天城溫泉殺人事件（2016年10月24日、TBS） - 飾 宅間俊平
- 解謎LIVE（2016年12月24日、NHK BS Premium） - 飾 有馬隆司
- 三個歐吉桑3 第1話（2017年1月20日、東京電視台） - 飾 近藤祥太
- 帝一之國〜學生街的喫茶店〜 第四話（2017年4月28日、富士電視台） - 飾 堂山圭吾
- 紅鬍子 第4話（2017年11月24日、NHK BS Premium） - 飾 豬之助
- 深夜的糟糕戀愛圖鑑 第6夜（2018年11月11日、ABC電視台・11月18日、朝日電視台） - 飾 中田
- 相棒 season17 第5話（2018年11月14日、朝日電視台） - 飾 星野亮
- 警察之家（2019年1月11日 - 3月15日、TBS電視台） - 飾 原田照之
- 假面同窗會（2019年6月1日 - 7月21日、東海電視台・富士電視台） - 飾 大見和康
- 同期的櫻 第5話（2019年11月6日、日本電視台） - 飾 木島光一
- 課長笨蛋一代（2020年1月12日 - 3月22日、BS12 TwellV） - 飾 前田仁
- 絕對不在場證明 第3話（2020年2月15日、朝日電視台） - 飾 芝田和之
- Top Knife-天才腦外科医的條件- 第7話（2020年2月22日、日本電視劇） - 飾 池谷
- 三屋清左衛門殘日錄 －嶄新的幸福－（2020年3月14日、時代劇專門頻道） - 飾 竹の助
- 麒麟來了 第9話・第12話・第18話・第19話（2020年3月15日・4月5日・5月17日・24日、NHK） - 飾 織田信勝
- BG～身邊警護人～ 第2季 第3話（2020年7月2日、朝日電視台） - 飾 湯川匡彥
- 警視廳・搜查一課長2020 最終話（2020年9月3日、朝日電視台） - 飾 城寶涉
- 刑警七人 第六季 最終話（2020年9月30日、朝日電視台） - 飾 宮田達彥
- 堀與宮村 第3話・4話・最終話（2021年3月3日・10日・31日、每日放送・TBS電視台） - 飾 堀京介
- 明治電視劇SP 快一點！（2021年4月16日、朝日電視台） - 飾 纏亮介
- IP〜網路捜査班 第3話（2021年7月15日、朝日電視台） - 飾 松永大輔
- 女王偵訊室 新春特別篇「女王偵訊室 特別招集2022 ～8億圓壓歲錢～」（2022年1月3日、朝日電視台） - 飾 源秀一
- 必殺仕事人2022（2022年1月9日、ABC電視台・朝日電視台） - 飾 岸田藤十郎
- 心愛的謊言 溫柔的黑暗 第6話 - 最終話（2022年2月18日 - 3月4日、朝日電視台） - 飾 古堀和也
- 監察的一條先生（2022年6月29日、朝日電視台） - 飾 細田雄太
- 紅色呼叫鈴（2022年7月11日 - 9月26日、東京電視台） - 飾 松井時雄
- 心胸咚咚 第93回（2022年8月17日、NHK） - 飾 黑岩
- 埼玉的牛郎俱樂部（2023年7月26日 - 9月20日、TBS） - 飾 浦西コバト
- 她們的犯罪 第5話 - 第9話（2023年8月17日 - 9月15日、讀賣電視台・日本電視台） - 飾 樋口有志
- 訂閱不倫（2023年11月10日 - 12月15日、MBS） - 飾 鳥山蒼
- 大奧 Season2「醫療編」（2023年、NHK綜合） - 飾 中澤
- 特搜9 season7 第1話（2024年4月3日、朝日電視台）- 飾 島川政二
- 豈有此理〜蔦重繁華如夢故事〜（2025年、NHK）- 飾 平秩東作

### 電影
- 月光水母（2004年8月7日） - 飾 寺沢道雄
- 最終兵器少女（2006年1月28日） - 飾 淳志
- 那年夏天的第一次（2006年4月29日） - 飾 小林誠人
- Sugar And Spice～風味絶佳（2006年9月16日） - 飾 マッキー
- 暴走少年（2007年9月8日） - 飾 キャーム
- 東京大惡鬥（2007年10月20日） - 飾 カオル
- 紅綫（2008年12月20日） - 飾 高橋陸
- 交響情人夢 最終樂章 前編 （2009年12月19日） - 飾 高橋紀之
- 裁判長！這案子判刑4年，如何？（2010年11月6日） - 飾 小川祐也
- 東京島（2010年8月28日） - 飾 犬吉犬吉
- 白兔玩偶（2011年8月20日）- 飾 鈴木雄一
- RUN60-GAME OVER-（2012年6月30日） - 飾 桑田和仁
- Ballon Relay（2012年6月23日） - 飾 尾崎圭吾
- 三分之一：逆轉賭局（2014年4月1日） - 飾 若槻
- 劇場版 假面騎士Ghost 100個眼魂與Ghost命運的瞬間（2016年8月6日） - 飾 亞爾戈斯 / 假面騎士Dark Ghost（聲） / 假面騎士Extremer（聲）
- 帝一之國（2017年4月29日）- 飾 堂山圭吾
- 億男（2018年10月19日）
- 多十郎殉愛記（2019年4月12日）- 飾 清川數馬
- 殺手寓言（2019年6月21日）- 飾 コード
- 堀與宮村（2021年2月5日）- 飾 堀京介
- 噬謊者（2022年2月11日）- 飾 草波涉
- 劇場版 斑目瑞男之事件簿 鬼燈村傳説（2024年2月16日）- 飾 二宮純平

### 手機Drama
- 我追黃金的理由〜電影「擁抱黃金飛翔」Special Drama〜（2012年10月1日 - 、BeeTV） - 飾 飯塚悠斗

### 綜藝節目
- 寵物當家（ペット大集合!ポチたま）（2004年～2008年6月、東京電視台）
- 全能住宅改造王（大改造!!劇的ビフォーアフター）（2005年～2006年3月、朝日電視台）

### 舞台劇
- 山口百恵致敬音樂劇「Play Back part2～屋頂的天使」（東京國際論壇/2005年12月）
- 近代能楽集『弱法師』(日本新國立劇場/2008年)
- 蜉蝣峠（劇団☆新感線、2009年）
- 紅與黑（赤坂RED/THEATER/2009年）
- 令人討厭的松子的一生（青山円形劇場/2010年4月17日 - 4月28日） - 飾 龍 洋一
- 12個友好的殺手（赤坂RED/THEATER/2010年8月7日 - 8月15日）
- 薄櫻鬼 新選組炎舞錄（天王洲銀河劇場/2010年10月1日 - 10月17日） -飾 風間千景
- 朱雀家的滅亡（日本新國立劇場/2011年9月～10月） - 飾 朱雀經廣
- 青之驅魔師（日本青年館/2012年5月11日～5月17日） - 飾 奥村 燐
- 浮標（世田谷公共劇院/2012年9月20日 - 9月30日、梅田藝術劇場 劇院電視劇城/2012年10月6日 - 10月8日、兵庫縣立藝術文化中心阪急中Hall/2012年10月10日、宮城野區文化中心 劇院大廳/2012年10月13日 - 10月15日、新潟市民藝術文化會館]]/2012年10月20日） - 飾 利男
- 荔枝光俱樂部（紀伊國屋Hall/2012年12月14日 - 12月25日） - 飾 常川寛之/Zera
- 「象」（2013年7月、新國立劇場小劇場）
- 「劈刀終結丸」～W. 莎士比亞＜理查三世＞ （大阪：2013年10月11日 - 10月27日、ORIX Theater/ 東京：2013年11月7日- 11月30日、東急劇院寶玉）
- 學蘭歌劇 「帝一之國」（PARCO劇場/2014年4月18日 - 5月6日） - 飾 赤場帝一
- 沒有人活著嗎？（青山円形劇場/2014年10月16日 - 26日） - 飾 奈奈的朋友
- Land幻燈片世界（東京：本多劇場/2015年1月11日 - 2015年1月25日、大阪：ABCホール/2015年1月29日 - 2015年2月1日） - 飾 羽根田三太
- 學蘭歌劇 「帝一之國」－決戰的水舞－（東京： AiiA 2.5/7月12日 - 7月20日、大阪：梅田藝術劇場/2015年7月25日 - 7月26日） - 飾 赤場帝一
- 彩虹和大理石（東京：世田谷公共劇院/2015年8月22日 - 9月6日、島根：島根縣民會館/2015年9月8日、廣島：廣島紫苑廣場/2015年9月10日、福岡：Sopia新宮/2015年9月12日、宮城：電力Hall/2015年9月17日、大阪：梅田藝術劇場/2015年9月20日、愛知：刈谷市總合文化中心/2015年9月22日 - 9月23日、静岡：浜松藝術城/2015年9月25日） - 飾 南田静馬
- 櫻之園（日本新國立劇場/2015年11月）
- 音樂劇「「花樣男子」The Musical」（2016年1月 - 2月） - 飾 織部順平

### 電視動畫
- 荔枝光俱樂部（2012年10月1日 – 11月19日、TOKYO MX） - Zera 配音

### 廣告
- 明光義塾
- 龍騎士卡牌遊戲
- CircleKSunkus・Sandwich

### PV
- FLOW：「ブラスター」（2003年）
- サラブレンド：「君といた場所」（2005年）

### 代言
- Central Sports （2007年）

## 個人作品

### 書籍
- MAKING OF WATER BOYS 2（ワニブックス、2004年8月26日） ISBN 4847015630

### DVD
- 木村了 in Moonlight Jellyfish

### CD
- Keep It Goin' On（2006年6月21日）（富士電視台「青春ENERGY～Check It Out, Yo!!in TOKYO」劇中歌曲）（以劇中主角及組合ROM-4名義出碟）

## 外部連結
- 木村了 - Horipro（页面存档备份，存于）
- 木村了的Instagram帳戶